# Raionul Holovanivsk, Kirovohrad
Holovanivsk (în ucraineană Голованівський район, transliterat: Holovanivskîi raion) este un raion în regiunea Kirovohrad, Ucraina. Are reședința la Holovanivsk.
Are o suprafață de 4.244,3 km². Populația este de 124.900 locuitori, determinată în 2020.